# Hagbart Haakonsen
Hagbart Haakonsen (ur. 15 listopada 1895 r. w Grue – zm. 20 stycznia 1984 r. w Oslo) – norweski biegacz narciarski uczestniczący w zawodach w latach 30.
Był zawodnikiem klubu IL i BUL. Wraz z Einarem Lindboem zdobył medal Holmenkollen w 1927 roku. Rok później, na Igrzyskach w Sankt Moritz, zajął 5. miejsce w biegu na 18 kilometrów.